# Referéndum constitucional de Colombia de 2003
El referéndum constitucional en Colombia se realizó el 25 de octubre de 2003. Fue promovido por el entonces presidente Álvaro Uribe Vélez. Si bien las 15 propuestas fueron aprobadas por los votantes, solo una pregunta tuvo el número de votos para cumplir el 5% del censo, requisito de cuórum.

## Historia
Después de tomar posesión en agosto de 2002, el presidente Álvaro Uribe puso adelante varias reformas constitucionales.  El referendo es uno de los mecanismos de participación a través del cual los ciudadanos pueden tener un papel más activo en la democracia. Dentro de este grupo de mecanismos de participación también figuran el voto, el plebiscito, la consulta popular, el cabildo abierto, la iniciativa legislativa y la revocatoria del mandato.

### Referendo normal no constitucional
El referendo está conformado por un grupo de preguntas que serán puestas a consideración de los colombianos en una votación popular similar a las efectuadas para elegir alcaldes, gobernadores o presidente de la República. Los electores pueden aprobarlas o rechazarlas; si las posiciones a favor son mayoría, las propuestas se convierten en norma constitucional o de lo contrario, son archivadas o deben ser discutidas nuevamente a través de un acto legislativo al interior del Congreso. Para que el referendo sea válido, era necesario en ese entonces que el total de la votación sea de 6 millones de votos como mínimo.
Bajo los artículos 374 y 378 de la Constitución, se propuso las enmiendas a la constitución que requieren un rumbo de 25% de registró votantes lanzando un voto válido, y una mayoría de quienes han votado para votar a favor.

## Preguntas
1. ¿Aprueba usted el siguiente artículo?  El quinto inciso del Artículo 122 de la Constitución Política quedará así:  Sin perjuicio de las demás sanciones que establezca la ley, no podrán ser inscritos como candidatos a cargos de elección popular, ni elegidos, ni designados como servidores públicos, ni celebrar personalmente, o por interpuesta persona, contratos con el Estado, quienes hayan sido condenados, en cualquier tiempo, por la comisión de delitos que afecten el patrimonio del Estado. Tampoco quien haya dado lugar, como servidor público, con su conducta dolosa o gravemente culposa, así calificada por sentencia judicial ejecutoriada, a que el Estado sea condenado a una reparación patrimonial, salvo que asuma con cargo a su patrimonio el valor del daño.
2. ¿Aprueba usted el siguiente artículo?   El inciso segundo del artículo 133 de la Constitución Política quedará así:  El elegido por voto popular en cualquier corporación pública, es responsable ante la sociedad y frente a sus electores por el cumplimiento de las obligaciones propias de su investidura. Su voto, salvo para asuntos de mero trámite, será nominal y público.
3. ¿Aprueba usted el siguiente artículo?  El Artículo 134 de la Constitución Política quedará así: Los miembros de corporaciones públicas de elección popular no tendrán suplentes. Las vacancias por sus faltas absolutas serán suplidas por los candidatos no elegidos de su misma lista, según el orden de inscripción en ella. La renuncia voluntaria no producirá como efecto el ingreso a la corporación de quien debería suplirlo. Derógase el artículo 261 de la Constitución Política.
4. ¿Aprueba usted el siguiente artículo?   Adiciónase el artículo 346 de la Constitución Política in inciso y un parágrafo del siguiente tenor: Los gastos de inversión, incluidos en el proyecto de presupuesto presentado al Congreso por el Gobierno, recogerán el resultado de audiencias públicas consultivas, convocadas por los gobiernos nacional, departamentales y del Distrito Capital, y del análisis hecho en el Congreso por las comisiones constitucionales y las bancadas de cada departamento y Bogotá. El presupuesto no incluirá partidas globales, excepto las necesarias para atender emergencias y desastres. El Congreso de la República participará activamente en la dirección y control de los ingresos y los gastos públicos, lo cual comprenderá, tanto el análisis y la decisión sobre la inversión nacional, como sobre la regional. La Ley Orgánica del Presupuesto reglamentará la materia, así como la realización de las audiencias públicas especiales de control político, en las cuales los congresistas formularán los reclamos y aspiraciones de la comunidad. Lo relativo a las audiencias, dispuesto en este artículo, se aplicará a la elaboración, aprobación y ejecución del presupuesto, en todas las entidades territoriales. Parágrafo. Con excepción de los mecanismos establecidos en el título XII de la Constitución Política, en ningún caso y en ningún tiempo, los miembros de las corporaciones públicas podrán, directamente o por intermedio de terceros, convenir con organismos o funcionarios del Estado la apropiación de partidas presupuestales, o las decisiones de destinación de la inversión de dineros públicos. Lo dispuesto en este parágrafo se aplicará a la elaboración y aprobación de presupuesto en todas las entidades territoriales.
5. ¿Aprueba usted el siguiente artículo?   Adiciónase el artículo 180 de la Constitución Política, con el siguiente numeral: Artículo 180. Los Congresistas no podrán: (...)  5°. Participar, bajo ninguna circunstancia, individual o colectivamente, en las funciones administrativas del Congreso, salvo para la conformación de su Unidad de Trabajo Legislativo. Los servicios técnicos y administrativos de las Cámaras Legislativas estarán a cargo de una entidad pública o privada, que ejercerá sus funciones con plena autonomía, conforme lo establezca la ley.
6. ¿Aprueba usted el siguiente artículo?  El artículo 171 de la Constitución Política quedará así: El Senado de la República estará integrado por ochenta y tres (83) senadores, elegidos de la siguiente manera: setenta y ocho (78) elegidos, en circunscripción nacional, dos (2) elegidos en circunscripción nacional especial por comunidades indígenas, y tres (3) en circunscripción nacional especial de minorías políticas. Para la asignación de curules en la circunscripción nacional, solo se tendrán en cuenta las listas que obtengan al menos el dos por ciento (2%) de los votos emitidos válidamente. Para la asignación de curules entre las listas que superen este umbral, se aplicará el sistema de cifra repartidora, definido en el artículo 263 de la Constitución Política, tomando como base para el cálculo solamente el total de votos válidos obtenidos por estas listas. Los ciudadanos colombianos que se encuentren o residan en el exterior podrán sufragar en las elecciones para Senado de la República. La circunscripción especial para la elección de senadores por las comunidades indígenas, se determinará por el sistema de cifra repartidora, definido en el artículo 263 de la Constitución Política. Los representantes de las comunidades indígenas, que aspiren a integrar el Senado de la República, deben haber ejercido un cargo de autoridad tradicional en su respectiva comunidad, o haber sido líderes de una organización indígena, calidad que se acreditará mediante certificado de la respectiva organización, refrendado por el Ministerio del Interior. Parágrafo Transitorio. Si transcurrido un año de vigencia de la presente reforma constitucional, el Congreso no hubiere aprobado la ley para la elección de minorías políticas, el presidente de la República la expedirá por decreto en los tres meses siguientes. El artículo 176 de la Constitución Política quedará así: La Cámara de Representantes se elegirá en circunscripciones territoriales y especiales. Habrá dos representantes por cada circunscripción territorial y uno más por cada 1.16 por ciento de la población nacional o fracción mayor del 0.58 por ciento de la población nacional que resida en la respectiva circunscripción, por encima del 1.16 por ciento inicial. Cada departamento y el Distrito Capital de Bogotá conformarán una circunscripción territorial. Para la asignación de curules de las circunscripciones territoriales de la Cámara de Representantes, de las asambleas departamentales, los concejos municipales y distritales y las juntas administradoras locales, solo se tendrán en cuenta las listas que obtengan, al menos, el cincuenta por ciento (50%) del respectivo cociente electoral. Para la asignación de curules, entre las listas que superen este umbral, se aplicará el sistema de cifra repartidora, definido en el artículo 263 de la Constitución Política, tomando como base para el cálculo solo el total de los votos válidos emitidos para estas listas. Si ninguna superare dicho umbral, se asignarán todas las curules por el sistema de cifra repartidora, definido en el Artículo 263 de la Constitución Política. Adicionalmente, se elegirán cuatro (4) representantes para circunscripciones especiales, así: dos (2) para comunidades negras, uno (1) para la comunidad indígena y uno (1) elegido por los colombianos que residan en el exterior. Parágrafo Transitorio. Una vez entre en vigencia la presente reforma constitucional, ningún departamento deberá perder más del 33% de su representación actual en la Cámara de Representantes. Si esto llegare a ocurrir, se asignará una curul adicional en dicha Cámara, a cada uno de estos departamentos. El artículo 263 de la Constitución Política quedará así: La adjudicación de curules entre los miembros de la respectiva corporación pública se hará por el sistema de cifra repartidora. Este sistema resulta de aplicar aquella cifra única que, obtenida utilizando la sucesión de números naturales, permita repartirlas todas por el mismo número de votos en la correspondiente circunscripción. Para efectos de la determinación de la votación mínima requerida, a que se refiere el artículo 176 de la Constitución Política, se entiende por cociente electoral el número que resulte de dividir el total de los votos válidos por el de puestos a proveer. Artículo transitorio. Lo dispuesto en los artículos 171 y 176 de la Constitución Política regirá para las elecciones que se celebren en el año 2006. Los umbrales y el sistema de asignación de curules previstos para asambleas, concejos y juntas administradoras locales, se aplicarán a partir de las elecciones de 2003.
7. ¿Aprueba usted el siguiente artículo?   El artículo 183 de la Constitución Política se modifica en sus numerales 2 y 3, y se adiciona con los numerales 6 y 7, y dos parágrafos, del siguiente texto: Los congresistas, los diputados, los concejales y cualquier otro miembro de las corporaciones elegidas popularmente, perderán su investidura: 2. Por la inasistencia, sin causa justificada, en un mismo periodo ordinario de sesiones, a seis (6) reuniones plenarias, o de la respectiva comisión, que hubieren sido citadas para votar proyectos de acto legislativo, de ley, ordenanzas, acuerdos, mociones de censura, o elección de funcionarios, según el caso. 3. Por no tomar posesión del cargo dentro de los ocho (8) días siguientes a la fecha de instalación de la respectiva corporación, o a la fecha en que fueran llamados a posesionarse. 6. Por violar el régimen de financiación de campañas electorales, por compra de votos, o por participar en prácticas de trashumancia electoral. 7. Por gestionar o aceptar auxilios con recursos públicos, cualquiera que hubiese sido su forma de aprobación o ejecución. Parágrafo 2. La ley reglamentará las causales de pérdida de investidura de los miembros de las corporaciones públicas, para garantizar los principios de proporcionalidad, legalidad, debido proceso y culpabilidad. Igualmente, fijará el procedimiento para tramitarla y dispondrá una mayoría calificada para imponer la sanción y su graduación, de acuerdo con el principio de proporcionalidad. Esta disposición no tendrá efectos retroactivos. Facúltese al Presidente de la República para que, en el término de 90 días, contados a partir de la entrada en vigencia de esta reforma constitucional, mediante decreto con fuerza de ley, adopte las disposiciones contenidas en el presente artículo. Parágrafo 3. El servidor público que ofrezca cuotas o prebendas burocráticas a un congresista, diputado, o concejal, a cambio de la aprobación de un proyecto de acto legislativo, ley, ordenanza, o acuerdo, será sancionado por falta gravísima con pérdida de empleo.
8. ¿Aprueba usted el siguiente artículo?   Adiciónase el artículo 187 de la Constitución Política con el siguiente texto: A partir de la vigencia de la presente reforma constitucional, la persona que adquiera el derecho a pensionarse no podrá recibir con cargo a recursos de naturaleza pública, una pensión superior a veinticinco (25) salarios mínimos mensuales legales vigentes. Se exceptúan quienes tengan derechos adquiridos y quienes estén amparados por los regímenes pensionales exceptuados y especiales. La vigencia de los regímenes pensionales exceptuados, especiales, o provenientes de normas y acuerdos entre nacionales de cualquier naturaleza, expirará el 31 de diciembre de 2007, con excepción del régimen pensional de los Presidentes de la República que tendrá eficacia desde la fecha de entrada de la presente reforma constitucional. El régimen de transición será reglamentado por la ley del Sistema General de Pensiones. Los requisitos y beneficios pensionales para todas las personas, a partir de la vigencia de la presente reforma constitucional, con las excepciones temporales anteriores, serán los establecidos en la ley del Sistema General de Pensiones. No podrá dictarse disposición alguna o invocarse acuerdos entre nacionales, de ninguna naturaleza, para apartarse de lo allí establecido. Con las excepciones previstas en la ley del Sistema General de Pensiones, a partir de la vigencia de la presente reforma constitucional, no podrán reconocerse pensiones de vejez o jubilación a personas con menos de 55 años de edad. La Ley General de Pensiones ordenará la revisión de las pensiones decretadas sin el cumplimiento de los requisitos legales, o con abuso del derecho. A partir del 1° de enero del año 2005, y hasta diciembre de 2006, no se incrementarán los salarios y pensiones de los servidores públicos, o de aquellas personas cuyos salarios y pensiones se paguen con recursos públicos, en ambos casos cuando devenguen más de veinticinco (25) salarios mínimos mensuales legales vigentes. Se excluye de esta disposición el régimen legal para los miembros de la Fuerza Pública.
9. ¿Aprueba usted el siguiente artículo?   El artículo 272 de la Constitución Política quedará así: El control de la Gestión Fiscal de las entidades del orden territorial será ejercido, con austeridad y eficiencia, por la Contraloría General de la República, para lo cual podrá apoyarse en el auxilio técnico de fundaciones, corporaciones, universidades, instituciones de economía solidaria, o empresas privadas escogidas en audiencia pública, celebrada previo concurso de méritos. Las decisiones administrativas serán de competencia privativa de la Contraloría. Las contralorías departamentales, distritales y municipales, hoy existentes, quedarán suprimidas cuando el contralor general de la República determine que está en condiciones de asumir totalmente sus funciones, lo cual deberá suceder a más tardar el 31 de diciembre de 2003. En el proceso de transición se respetará el periodo de los contralores actuales. Los funcionarios de la Contraloría General de la República, que se designen para desempeñar estos cargos, serán escogidos mediante concurso de méritos y deberán ser oriundos del departamento respectivo.
10. ¿Aprueba usted el siguiente artículo?   Adiciónase el artículo 355 de la Constitución Política con los siguientes incisos: Así mismo, queda prohibida cualquier forma de concesión de auxilios con recursos de origen público, bien sean de la Nación, los departamentos o los municipios, sus entidades descentralizadas, o los establecimientos públicos o las empresas industriales y comerciales, o las sociedades de economía mixta, mediante apropiaciones, donaciones o contratos que tengan por destino final, en todo o en parte, apoyar campañas políticas, agradecer apoyos o comprometer la independencia de los miembros de corporaciones públicas de elección popular. Sin perjuicio de las demás sanciones a que haya lugar, la violación de estas prohibiciones constituye causal de destitución o desvinculación para el servidor público que la promueva, tolere o ejecute, lo mismo que de inhabilidad para el ejercicio, en el futuro, de cualquier otro cargo o función pública, y de pérdida de investidura para el congresista, diputado, concejal o miembro de juntas administradoras locales que la consume.
11. ¿Aprueba usted el siguiente artículo?   Inclúyase en la Constitución Política un artículo nuevo, que codificará la Sala de Consulta del Consejo de Estado, y que quedará así: El ahorro generado en las entidades territoriales, por la supresión de las contralorías territoriales y las personerías, se destinará, durante los 10 años siguientes a su vigencia, a la ampliación de la cobertura y al mejoramiento de la calidad, en educación preescolar, básica y media, y a la construcción y sostenimiento de restaurantes escolares, o al saneamiento básico, una vez se hayan cancelado todas las erogaciones por concepto laboral, prestacional y pensional, a favor de los servidores públicos de las entidades suprimidas. La ley, a iniciativa del Gobierno, reglamentará el modo de aplicación de estos recursos. Los dineros destinados para educación, en virtud de lo dispuesto en este artículo, garantizarán el financiamiento de los costos de matrículas y derechos académicos de los estudiantes pertenecientes al estrato 1, toda vez que se trate de la ampliación de cobertura.
12. ¿Aprueba usted el siguiente artículo?   El artículo 361 de la Constitución Política quedará así: Los ingresos provenientes de las regalías que no sean asignados a los departamentos, municipios y distritos productores y portuarios, y a Cormagdalena, se destinarán a las entidades territoriales, en los términos que señale la ley. Estos fondos se aplicarán así: el 56% a la ampliación de la cobertura con calidad en educación preescolar, básica y media. El 36% para agua potable y saneamiento básico, el 7% para el Fondo Nacional de Pensiones de las Entidades Territoriales, y el 1% para inversión en la recuperación del río Cauca. En la ejecución de estos recursos se dará prioridad a la participación de los destinados a la educación. La ley, a iniciativa del Gobierno, reglamentará la materia. Parágrafo Transitorio. Serán respetados los recursos provenientes de regalías que se vincularon, por varias vigencias fiscales, para atender compromisos adquiridos por las entidades territoriales.
13. ¿Aprueba usted el siguiente artículo?   Adiciónase al artículo 345 de la Constitución Política el siguiente parágrafo transitorio: Parágrafo transitorio. Los gastos de funcionamiento de los órganos que conforman el presupuesto general de la Nación, de las entidades descentralizadas, autónomas, de naturaleza especial o única, que administren recursos públicos y de las territoriales, incluidos los salarios y las pensiones superiores a dos (2) salarios mínimos legales mensuales, no se incrementarán con relación a los gastos del año 2002, durante un período de dos (2) años, contados a partir de la entrada en vigencia del presente acto legislativo. Se exceptúan: el Sistema General de Participaciones de los departamentos, distritos y municipios; los gastos destinados a la expansión de la seguridad democrática, diferentes de los correspondientes a salarios; el pago de nuevas pensiones y las nuevas cotizaciones a la seguridad social, o las compensaciones a que dé lugar. Cualquier incremento de salarios y pensiones en el año 2003 estará sujeto a la decisión que adopte el constituyente primario sobre este artículo. De registrarse, a finales de diciembre del año 2003 o 2004, un incremento anual en la inflación, calculada de acuerdo con el IPC, superior al correspondiente para el año 2002, se incrementarán los salarios y pensiones en un porcentaje igual a la diferencia entre la inflación registrada en cada uno de estos años, y la correspondiente al año 2002. El ahorro de los departamentos, distritos y municipios, generado por el menor crecimiento del gasto financiado por el sistema general de participaciones de los departamentos, distritos y municipios, lo destinarán las entidades territoriales para reservas del Fondo Nacional de Pensiones Territoriales, del Fondo de Prestaciones Sociales del Magisterio, y para el pasivo pensional del sector salud.
14. ¿Aprueba usted el siguiente artículo?   El artículo 108 de la Constitución Política quedará así: El Consejo Nacional Electoral reconocerá personería jurídica a los partidos, o movimientos políticos, o grupos significativos de ciudadanos, que hayan obtenido en las últimas elecciones para Senado o Cámara de Representantes, una votación equivalente, o superior, al dos por ciento (2%) de los votos válidos emitidos en el territorio nacional, así como a los partidos o grupos significativos de ciudadanos y organizaciones políticas, que hayan obtenido una cifra superior al cinco por ciento (5%) de los votos válidos en las elecciones presidenciales. La Personería Jurídica aquí establecida se extinguirá cuando no se obtenga el número de votos mencionados. A los partidos y movimientos políticos que inscriban candidatos a las circunscripciones especiales de minorías de Senado y Cámara, no se les exigirá lo referido en el presente artículo para la obtención de su personería. En estos casos, será suficiente con conseguir representación en el Congreso. Los partidos y movimientos políticos con personería jurídica reconocida podrán inscribir candidatos a elecciones. Los grupos significativos de ciudadanos también podrán inscribir candidatos. En ningún caso un partido o movimiento político o ciudadano podrá avalar más candidatos que el número de curules por proveer en cada elección. La ley podrá establecer requisitos para garantizar la seriedad de las inscripciones de candidatos. Los partidos o movimientos políticos o ciudadanos, que tengan representación en el Congreso Nacional, las asambleas departamentales, los concejos municipales y las juntas administradoras locales, actuarán como bancadas en la respectiva corporación, en los términos que señale la ley. Parágrafo 1°. El Congreso de la República expedirá la ley que reglamente la materia. Parágrafo 2°. La personería jurídica de partidos y movimientos políticos reconocida actualmente, continuará vigente, hasta las siguientes elecciones para Congreso, de cuyo resultado dependerá su conservación, conforme a lo reglado por este artículo."
15. ¿Aprueba usted el siguiente artículo?   Artículo. Vigencia. Salvo el numeral 6, este referendo entrará en vigencia a partir de su promulgación.

## Resultados
| #                          | A Favor   | A Favor | En contra | En contra | Nulo    | Nulo | Quórum    | Quórum | Votos de espacio | Total votos | Total votantes registrados | Concurrencia |
| #                          | Votos     | %       | Votos     | %         | Votos   | %    | Votos     | %      | Votos de espacio | Total votos | Total votantes registrados | Concurrencia |
| -------------------------- | --------- | ------- | --------- | --------- | ------- | ---- | --------- | ------ | ---------------- | ----------- | -------------------------- | ------------ |
| 1                          | 5,874,193 | 93.33   | 294,348   | 4.68      | 125,266 | 1.99 | 6,293,807 | 25.11  | 379,243          | 6,673,050   | 25,069,773                 | 26.62        |
| 2                          | 5,871,354 | 94.35   | 232,121   | 3.73      | 119,213 | 1.92 | 6,222,688 | 24.82  | 450,362          | 6,673,050   | 25,069,773                 | 26.62        |
| 3                          | 5,839,612 | 93.27   | 295,616   | 4.72      | 125,850 | 2.01 | 6,261,078 | 24.97  | 411,972          | 6,673,050   | 25,069,773                 | 26.62        |
| 4                          | 5,319,557 | 86.52   | 703,634   | 11.44     | 124,915 | 2.03 | 6,148,106 | 24.52  | 524,944          | 6,673,050   | 25,069,773                 | 26.62        |
| 5                          | 5,668,819 | 93.60   | 283,030   | 4.67      | 104,406 | 1.72 | 6,056,255 | 24.16  | 616,795          | 6,673,050   | 25,069,773                 | 26.62        |
| 6                          | 5,328,733 | 93.00   | 295,908   | 5.16      | 105,040 | 1.83 | 5,729,681 | 22.85  | 943,369          | 6,673,050   | 25,069,773                 | 26.62        |
| 7                          | 5,403,139 | 94.71   | 208,100   | 3.65      | 93,982  | 1.65 | 5,705,221 | 22.76  | 967,829          | 6,673,050   | 25,069,773                 | 26.62        |
| 8                          | 5,602,823 | 90.06   | 493,563   | 7.93      | 124,926 | 2.01 | 6,221,312 | 24.82  | 451,738          | 6,673,050   | 25,069,773                 | 26.62        |
| 9                          | 5,557,950 | 90.57   | 460,941   | 7.51      | 117,946 | 1.92 | 6,136,837 | 24.48  | 536,213          | 6,673,050   | 25,069,773                 | 26.62        |
| 10                         | 5,174,738 | 94.73   | 283,440   | 4.64      | 109,104 | 1.79 | 6,107,282 | 24.36  | 565,768          | 6,673,050   | 25,069,773                 | 26.62        |
| 11                         | 5,668,878 | 93.87   | 270,039   | 4.47      | 100,384 | 1.66 | 6,039,301 | 24.09  | 633,749          | 6,673,050   | 25,069,773                 | 26.62        |
| 12                         | 5,587,469 | 90.16   | 285,842   | 4.62      | 123,228 | 1.99 | 6,187,539 | 24.68  | 485,511          | 6,673,050   | 25,069,773                 | 26.62        |
| 13                         | 4,907,283 | 80.28   | 1,063,877 | 17.40     | 141,545 | 2.32 | 6,112,705 | 24.38  | 560,345          | 6,673,050   | 25,069,773                 | 26.62        |
| 14                         | 5,457,866 | 91.06   | 420,859   | 7.02      | 115,300 | 1.92 | 5,994,025 | 23.91  | 679,025          | 6,673,050   | 25,069,773                 | 26.62        |
| 15                         | 5,457,951 | 93.71   | 270,249   | 4.62      | 97,197  | 1.66 | 5,843,397 | 23.31  | 829,653          | 6,673,050   | 25,069,773                 | 26.62        |
| Fuente: Democracia Directa |           |         |           |           |         |      |           |        |                  |             |                            |              |

## Final del Referendo
Primeramente el Consejo Nacional Electoral de Colombia confirmó que los votantes de ese país solo aprobaron una de las 15 reformas constitucionales propuestas por el gobierno en el referendo llevado a cabo al final del pasado mes de octubre. La autoridad electoral señaló que la única pregunta aprobada fue la norma de "muerte política" que prohíbe a personas condenadas por delitos de corrupción candidatearse a cargos públicos o recibir contratos del Estado.
Las demás 14 preguntas, que incluían límites sobre las pensiones estatales y el congelamiento de los salarios de funcionarios públicos, fueron declaradas nulas debido a la escasa participación de los votantes. La ley colombiana especifica que al menos el 25% del padrón electoral debe votar a favor de una propuesta en un referendo para que su resultado sea válido.